# Ryszard Dźwiniel
Ryszard Jerzy Dźwiniel (ur. 3 lipca 1953 r. w Sokolicy) – polski technik technologii tkactwa; samorządowiec, wieloletni burmistrz Bielawy w latach 1998-2014.

## Życiorys
Urodził się w 1953 roku w Sokolicy w powiecie bartoszyckim w województwie warmińsko-mazurskim jako syn Kazimierza i Wandy Dźwinielów. W 1960 roku zamieszkał wraz z rodzicami w Bielawie, którzy przeprowadzili się tam w poszukiwaniu pracy. Ukończył tam kolejno szkołę podstawową oraz Technikum Włókiennicze (obecnie Zespół Szkół i Placówek Kształcenia Zawodowego w Bielawie), uzksykując tytuł zawodowy technika technologii tkactwa w 1973 roku. Po ukończeniu szkoły rozpoczął pracę w Bielawskich Zakładach Przemysłu Bawełnianego im. II Armii Wojska Polskiego "Bielbaw". W latach 80. XX wieku wstąpił do Polskiej Zjednoczonej Partii Robotniczej pełniąc do 1990 roku funkcję II i I sekretarza Komitetu Zakładowego w Bielbawie.
3 listopada 1998 roku uchwałą Rady Miasta Bielawa powołany został do pełnienia funkcji burmistrza Bielawy. W 2002 roku kandydował w pierwszych bezpośrednich wyborach na burmistrza Bielawy wygrywając już w I turze wynikiem 51,09%. Uzyskał reelekcję w kolejnych wyborach samorządowych w 2006 i 2010 roku. W 2014 roku przegrał w II turze z Piotrem Łyżwą, stosunkiem głosów 48,52% do 51,48%. W 2018 roku został radnym Rady Miasta Bielawa VIII kadencji z ramienia KWW Andrzeja Hordyja, który zwyciężył wybory w mieście.
Ma żonę, Urszulę, oraz dwoje dzieci.